# سند ميرثويان
سند ميرثويان (بالفارسية: سندمیرثویان) هي قرية تقع في دشتياري في إيران. يقدر عدد سكانها بـ 1,087 نسمة .